# 電訊條例
《電訊條例》是香港法例第106章，於1962年訂立，旨在規管電訊、電訊服務與電訊設備的使用。除了規管一般電訊公司發牌事項外，條例亦限制電訊行業的反競爭行為、電話竊聽、在通訊器材發播淫褻內容，並禁止市民在未獲批准下在大氣電波廣播內容。由於條例涉及多項觸及通訊自由等範圍，其執行情況近年屢受香港輿論關注。
2007年11月律政司指香港民運人士司徒華出席一個無牌電台的節目，對他予以起訴，但同樣有出席節目的親政府人士卻未受起訴，再次令公眾關注條例執行的狀況。

## 外部連結
- 電訊條例內容 （页面存档备份，存于）